# أريك برونر
أريك برونر (12 فبراير 1986 دبلن الولايات المتحدة - ) هو لاعب كرة قدم ألماني يلعب كمدافع.

## وصلات خارجية
أريك برونر على موقع الدوري الأمريكي (الإنجليزية)
- أريك برونر على موقع قاعدة بيانات كرة القدم.إي يو (الإنجليزية)
- أريك برونر على موقع Soccerway.com (الإنجليزية)
- أريك برونر على موقع عالم كرة القدم.نت (الإنجليزية)